# Kandé
Kandé – miasto w Togo, w regionie Kara. Położone jest około 400 km na północ od stolicy kraju, Lomé. W spisie ludności z 6 listopada 2010 roku liczyło 12 970 mieszkańców.